# Radosław Kimsza
Radosław Kimsza (ur. 1968) – polski duchowny rzymskokatolicki, doktor habilitowany nauk teologicznych, nauczyciel akademicki Wydziału Architektury Politechniki Białostockiej i innych uczelni, specjalista w zakresie teologii duchowości.

## Życiorys
W 1993 ukończył studia na Wydziale Teologii Katolickiego Uniwersytetu Lubelskiego i przyjął święcenia kapłańskie. W 2000 na Wydziale Teologicznym Uniwersytetu Kardynała Stefana Wyszyńskiego na podstawie napisanej pod kierunkiem Marko Rupnika rozprawy pt. La visione della spiritualita cristiana di Pavel Nikolaevic Evdkimov (Wizja duchowości chrześcijańskiej Pawła Ewdokimowa) otrzymał stopień naukowy doktora nauk teologicznych w specjalności teologia duchowości. W 2013 na podstawie dorobku naukowego oraz rozprawy naukowej uzyskał na Wydziale Teologicznym Uniwersytetu Mikołaja Kopernika w Toruniu stopień naukowy doktora habilitowanego nauk teologicznych.
Był zatrudniony jako nauczyciel akademicki w Akademii Muzycznej im. Fryderyka Chopina w Warszawie (Wydział Kompozycji, Dyrygentury i Teorii Muzyki; Katedra Nauk Humanistycznych) i w Papieskim Wydziale Teologicznym w Warszawie (Sekcja św. Jana Chrzciciela; Studium Teologii w Białymstoku). Został wykładowcą Wydziału Architektury Politechniki Białostockiej (Katedra Historii Architektury i Konserwacji Zabytków). Objął stanowisko adiunkta w Katedrze Projektowania Architektonicznego na tym wydziale.
Został wykładowcą Archidiecezjalnego Wyższego Seminarium Duchownego, kanonikiem honorowym Białostockiej Kapituły Metropolitalnej, delegatem arcybiskupa Metropolity ds. dialogu międzyreligijnego i ekumenicznego, przewodniczącym Rady ds. Ekumenizmu Kurii Metropolitalnej, sekretarzem Zespołu Katolicko-Prawosławnego Konferencji Episkopatu Polski i Polskiego Autokefalicznego Kościoła Prawosławnego, konsultorem Rady Ekumenicznej Konferencji Episkopatu Polski. W 2016 objął funkcję proboszcza parafii Chrystusa Króla w Białymstoku.